# Йосіда Кенко
Йосіда Кенко (яп. 吉田兼好, よしだけんこう; 1283—1350 (1352)) — японський поет і письменник кінця періоду Камакура — початку періоду Намбокутьо. Справжнє ім'я — Урабе Канейосі (卜部兼好). 
Служив у гвардії Імператора Ґо-Нідзьо і обіймав посаду заступника голови Лівої гвардії, але згодом прийняв чернечий постриг. Навчався поезії у Нідзьо но Тамейо і вважався одним з чотирьох видатних поетів школи Нідзьо. Брав участь у написанні віршів до Імператорських поетичних збірок, зокрема «Збірки тисячі японських пісень» (1318). На схилі життя склав «Записки від нудьги» (1330—1331), які вважаються шедевром японської літератури у жанрі дзуйхіцу, а також антологію приватних віршів «Збірку ченця Кенко».